# ولادیمیر گاسپاریان
ولادیمیر «وُوا» سرگئی گاسپاریان (ارمنی: Վլադիմիր Սերգեյի Գասպարյան؛ ۹ سپتامبر ۱۹۵۸) یک سیاستمدار و فرد نظامی اهل ارمنستان است که از تاریخ ۱۹۹۰ تا تاریخ ۱۹۹۹ سمت نمایندگی دوره‌های اول شورای عالی جمهوری ارمنستان و اول مجلس ملی جمهوری ارمنستان را برعهده داشت.
وی در تاریخ ۱ نوامبر ۲۰۱۱ به ریاست پلیس جمهوری ارمنستان برگزیده شد و جانشین آلیک سارگسیان در این پست شد. وی تا مه ۲۰۱۸ این سمت برعهده داشت. وی در دولت تیگران سارگسیان، دولت هوویک آبراهامیان، دولت کارن کاراپتیان و دولت دوم سرژ سارگسیان این سمت را برعهده داشت.

## زندگی‌نامه
در ۹ سپتامبر ۱۹۵۸ در تالین به دنیا آمد .